# Everyday (Hillsong United)
Everyday può essere considerato, a tutti gli effetti, il primo album live degli Hillsong United (a quel tempo ancora noti con il nome di United Live), pur venendo cronologicamente dopo l'embrionale esperimento di One, fatto da Darlene Zschech e Reuben Morgan nel '98. Everyday contiene canzoni di lode e adorazione ed è stato, infatti, registrato durante la conferenza pentecostale giovanile dell'Hillsong Church del 1999, per poi essere pubblicato alla fine di quello stesso anno.

## Tracce[2][3]
1. Everyday (Joel Houston) - 3:42
2. Jesus I Long (Marty Sampson) - 2:44
3. On the Lord's Day (Reuben Morgan) - 5:39
4. More (Reuben Morgan) - 4:42
5. Heaven (Reuben Morgan) - 4:44
6. Seeking You (Marty Sampson) - 4:34
7. You Take Me Higher (Raymond Badham) - 4:04
8. Hear Our Prayer (Tanya Riches) - 6:09
9. Prayer to the King (Marty Sampson) - 6:13
10. God Is Moving (Marty Sampson) - 7:14